# Nicolás Cabrera (científico)
Nicolás Cabrera Sánchez (Madrid, 12 de febrero de 1913-Madrid, 14 de septiembre de 1989) fue un científico español, considerado como un gran impulsor de la física en España, y conocido por su interés en la ingeniería y los materiales. Realizó un importante trabajo en la teoría del crecimiento de cristales (específicamente la teoría Burton-Cabrera-Frank) y la antioxidación del metal. 

## Vida personal
Hijo de otro renombrado físico español, Blas Cabrera Felipe. Casado con Carmen, y padre de tres hijos: Blas, Cristina y Carmen. Su hijo Blas Cabrera Navarro, físico en la Universidad de Stanford, es conocido por su investigación en la búsqueda del monopolo magnético.
Durante parte de la dictadura de Francisco Franco se mantuvo exiliado en Estados Unidos. En 1968 regresó a España.[cita requerida]

## Trayectoria
Licenciado en Ciencias Físicas por la Universidad de Madrid, al estallar la guerra civil española tuvo que interrumpir sus estudios que continuaría en París, donde realizó el doctorado bajo la tutela y dirección de los profesores Léon Brillouin y Louis-Victor de Broglie (premio Nobel de Física). 
En 1947, el profesor Nevill Francis Mott (premio Nobel de Física) le invitó como posdoctoral al laboratorio de Física de la Universidad de Bristol (Reino Unido), donde desarrolló un trabajo sobre la oxidación de los metales en 1949.
En 1951, publicó un estudio sobre el crecimiento cristalino y, con Frederick Charles Frank y W. K. Burton, fue descubridor de la transición rugosa en las superficies cristalinas.
En 1952, fue contratado por la Universidad de Virginia (Estados Unidos) como profesor y durante 6 años dirigió su departamento de Física. 
Regresó a España, en 1968, siendo contratado por la Universidad Autónoma de Madrid (U.A.M.) como profesor y en 1971 fundó el departamento de Ciencias Físicas. Durante un tiempo, Javier Solana, que también coincidió con él en la Universidad de Virginia, fue su asistente en Madrid. 

## Honores
En 1974 recibió la Gran Cruz de la Orden Civil de Alfonso X el Sabio.
También recibió otros numerosos premios como las Medallas de Oro de la Universidad Menéndez Pelayo y Autónoma de Madrid, la Medalla de Oro de la Comunidad de Madrid (mayo de 1989), etc. 
El Instituto Nicolás Cabrera, fundado en 1989 en la Universidad Autónoma de Madrid (U.A.M.), lleva su nombre como homenaje.